# Święto Kalend Majowych w Asyżu

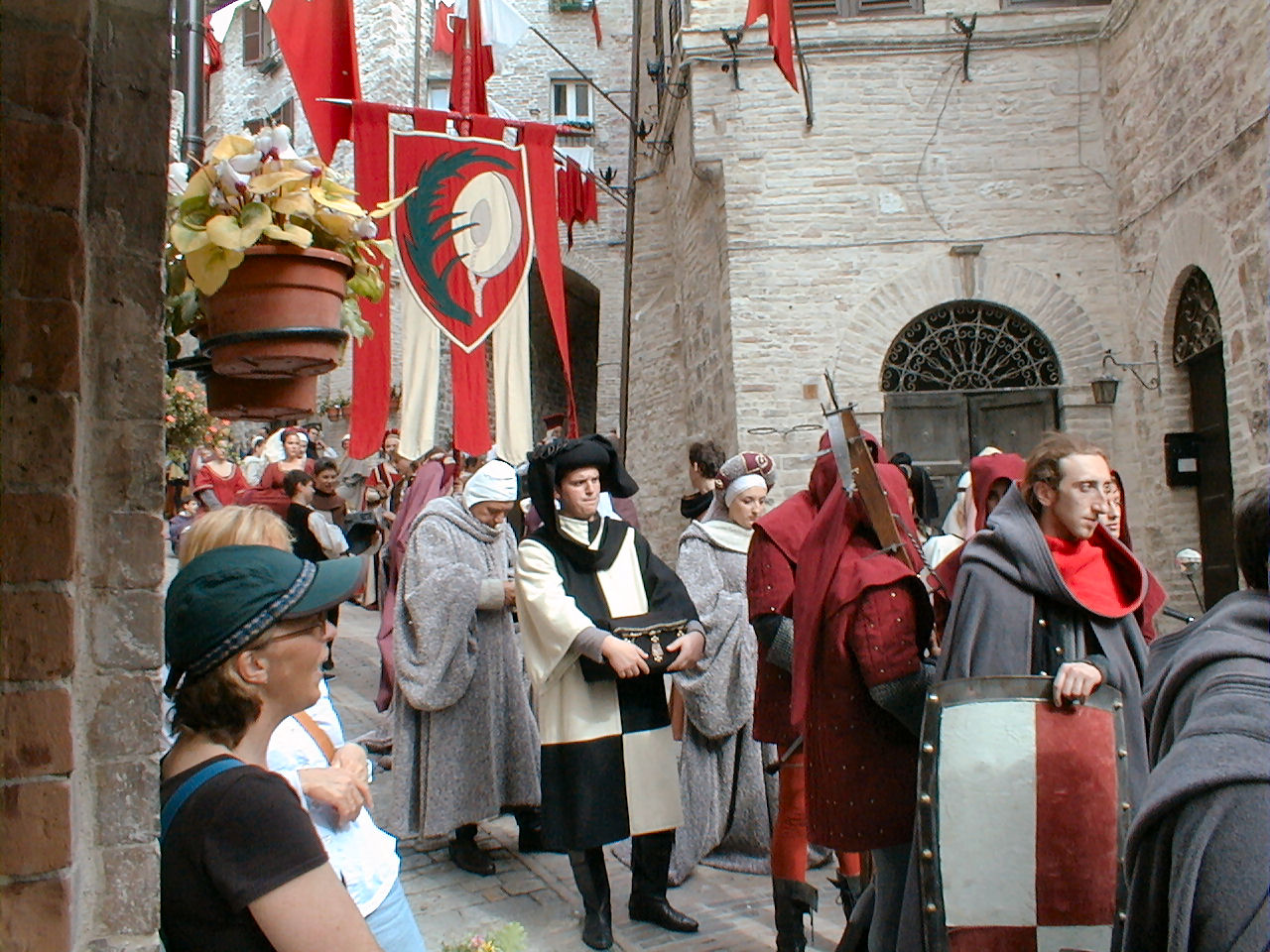
Święto Kalend Majowych, 2003

Święto Kalend Majowych w Asyżu (wł. Calendimaggio) – doroczna impreza folklorystyczna, obchodzona od 1927 roku w Asyżu.
Święto Kalend Majowych obchodzone jest co roku od 29 kwietnia do późnego wieczora 1 maja. Zostało zainicjowane w 1927 roku przez Arnolda Fortiniego, zaś w swoją obecną formę przybrało w 1954 roku. Swoją treścią nawiązuje do średniowiecznych festiwali powitania powracającej do życia wiosny, a także wydarzeń z historii Asyżu, który w wyniku walk wewnętrznych pomiędzy rodami Fiumi i Nepis na początku XIV wieku podzielił się na część górną i dolną.
W trakcie obchodu święta udekorowane sztandarami miasto zapełniają barwne korowody w historycznych strojach, a jego uczestnicy spędzają czas w tawernach i na trwających do późna imprezach na otwartym powietrzu. W nawiązaniu do wydarzeń historycznych miasto znowu dzieli się na rywalizujące ze sobą części dolną i górną. Trzeciego dnia po południu, po uroczystej procesji, między przebranymi za średniowiecznych minstreli postaciami rozgrywa się „bitwa” na pieśni i serenady. Zwycięską stronę mistrz ceremonii nagradza Palio, haftowanym złotem czerwono-niebieskim sztandarem z herbem Asyżu. W następnym roku przegrani rzucają zeszłorocznym zwycięzcom wyzwanie i rywalizacja odbywa się od nowa.